# Калимявка
Калимявката (или калимавка (на гръцки: кαμιλαυκα, καμιλαυκιον или καλυμμαύχιον) е свещеническа шапка в православната църква. Първоначално калимявката е представлявала шапка от камилска вълна (на гръцки: κάμηλ), която се е носела в страните от Близкия изток, като средство за защита от яркото слънце. Оттук идва и наименованието ѝ.
Калимявката има цилиндрична форма и е покрита с черен мек плат. В зависимост от националната традиция в различните православни църкви формата и цветът ѝ са различни. Има калимявки в гръцки, руски и сръбски стил.
Обикновено са в черен цвят и се носят по време на богослужение от монасите или свещениците. Калимявка в пурпурен или бял цвят могат да бъдат носени само от епископи или патриарси.